# 金叶子 (货币)

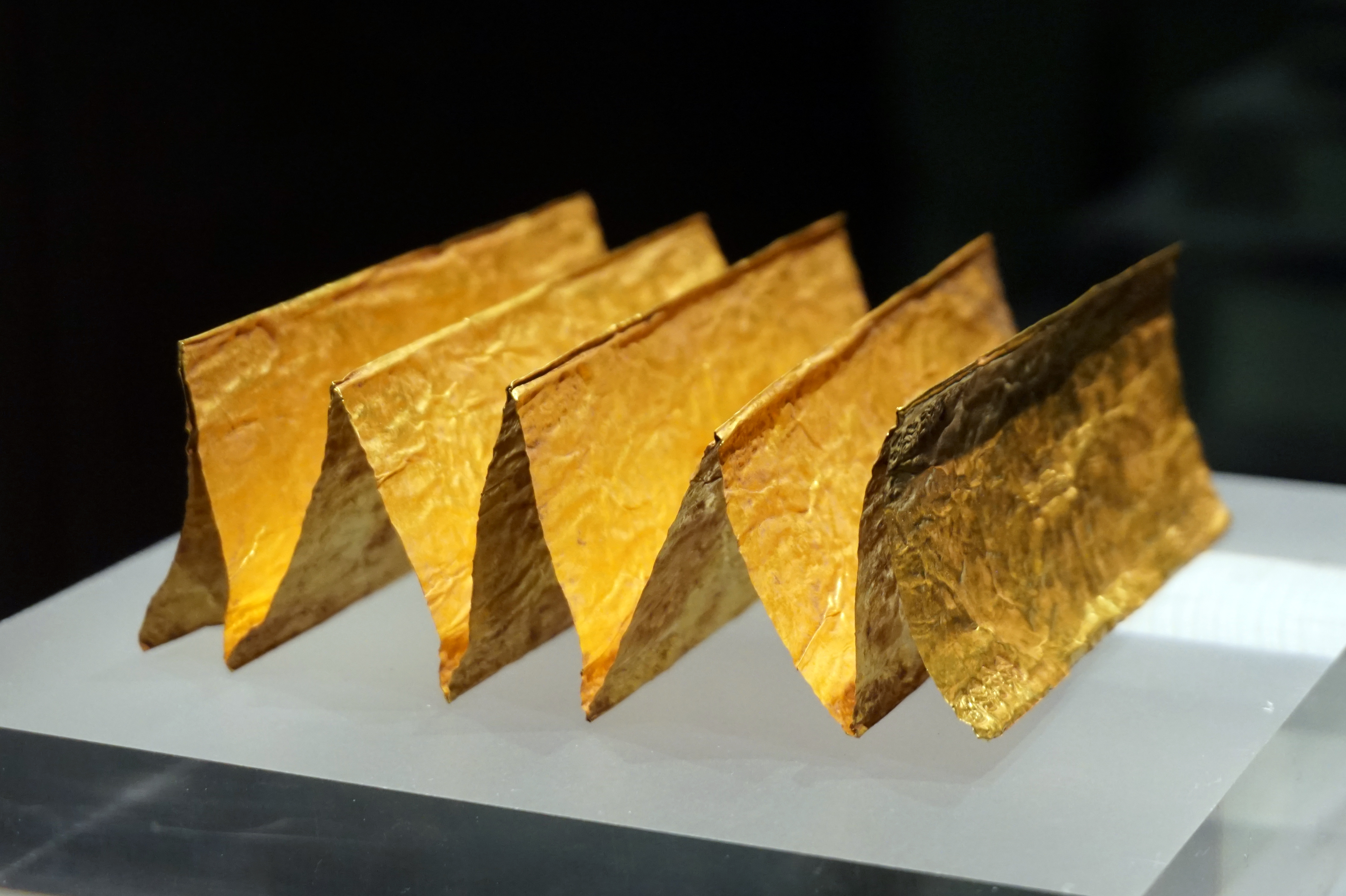
保佑坊一两十折金叶子，温州博物馆藏

金叶子，亦称叶子金，是南宋时期流通的折叠薄片状黄金货币。:26元代《居家必用事类全集》中收录了宋代国库管理人员（“故宋掌公帑者”）所著的《宝货辨疑》，其中就提到了叶子金。但文献中对金叶子的记述非常模糊，亦无图录，使人不得要领。20世纪末以来，才在浙江杭州、湖州、温州等地陆续出土。

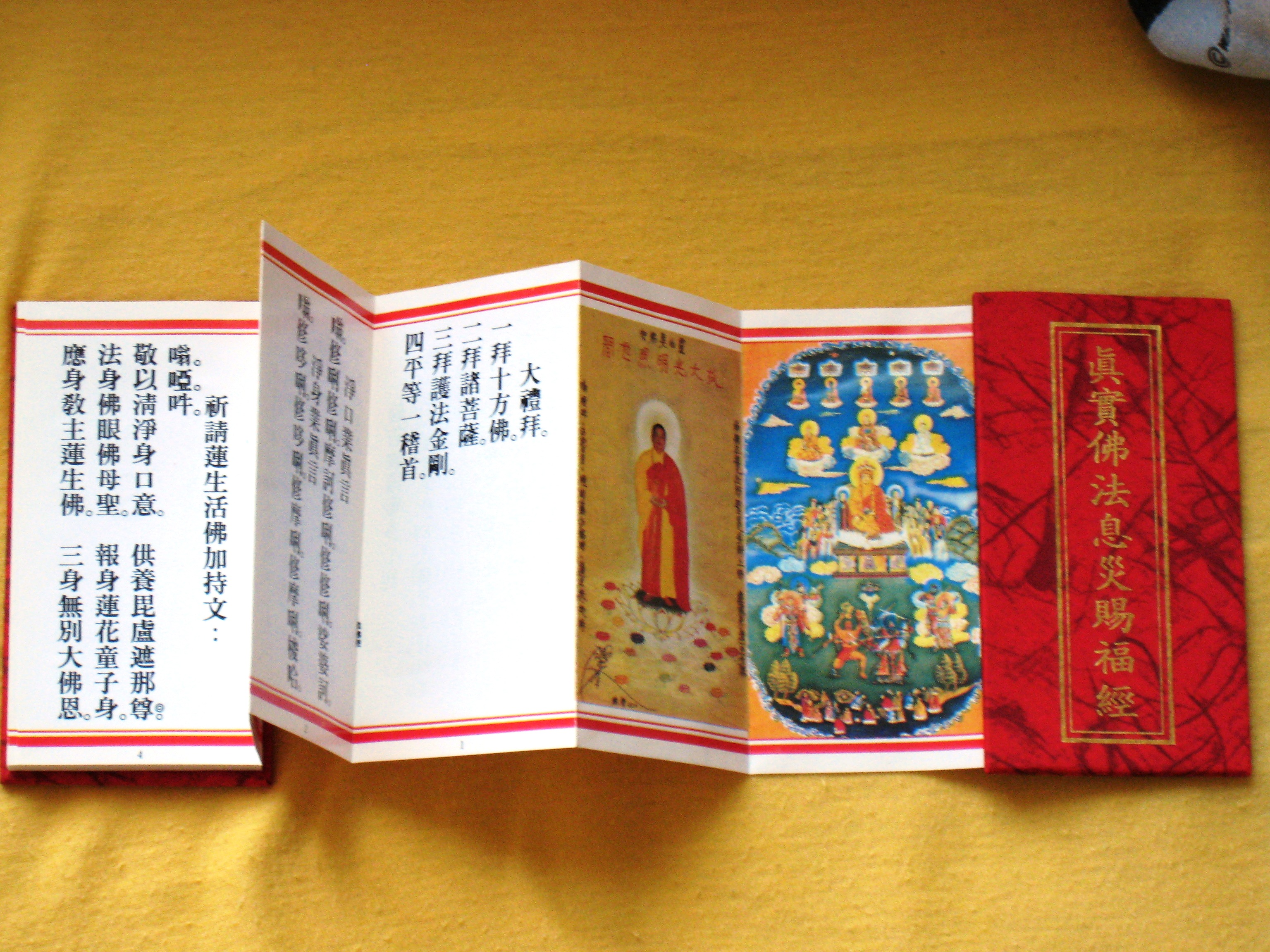
经折装册页

## 名称
金叶子，顾名思义，即“叶子”形状的金子。但“叶”可以指树叶，也可以指书页。（《现代汉语词典》：叶，旧同“页”。《重編國語辭典修訂本》：葉，書頁。通「頁」。）从出土实物看，金叶子外观与经折装册页类似，“叶子”所指的应是书页。
除“叶子金”外，文献中还有箔金和金纸两种称呼。

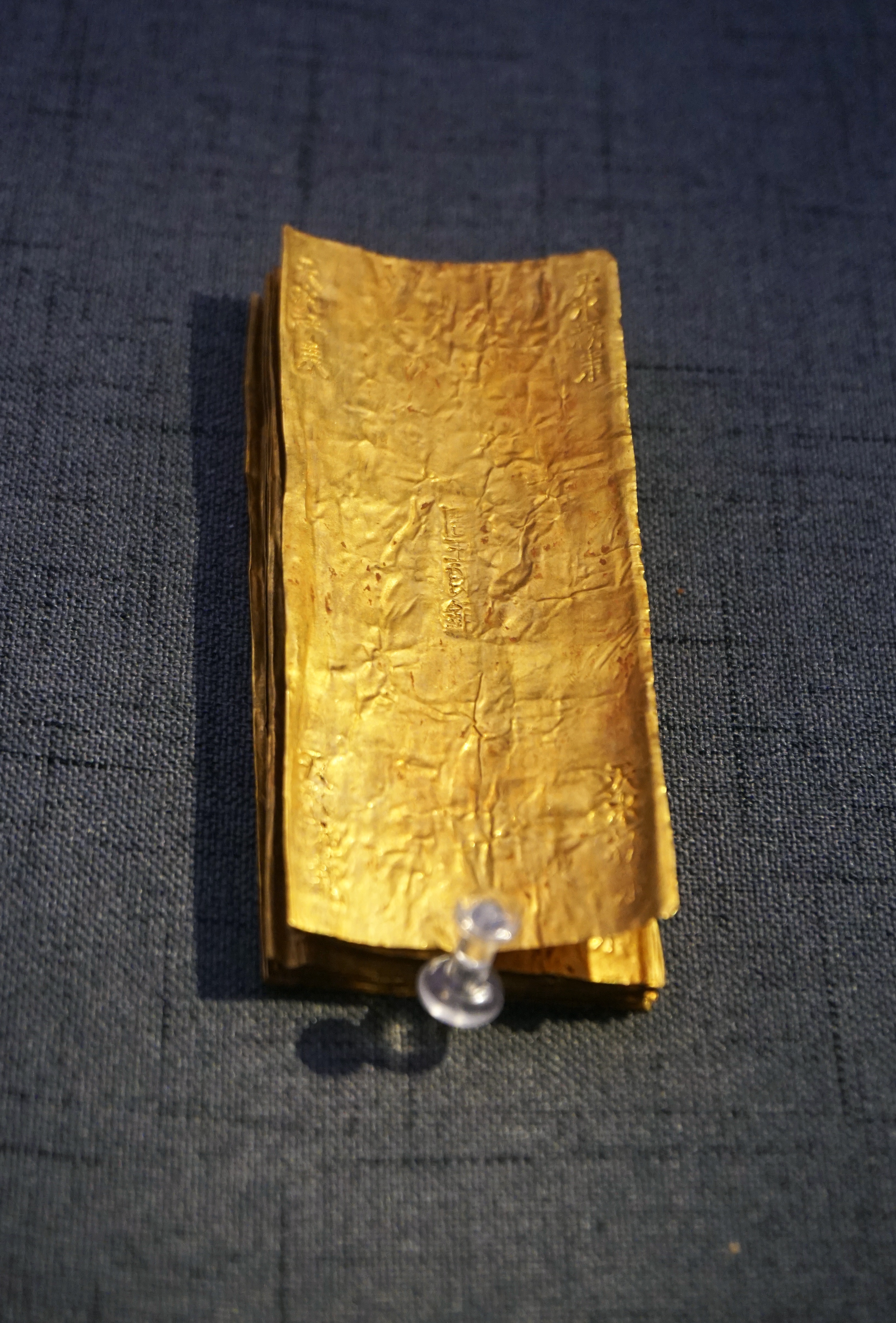
折叠后的金叶子，四角錾刻“天水桥东”，中间錾刻“周五郎铺”。杭州博物馆藏

## 形制
金叶子由纯金打制，经测试，出土金叶子的纯度可达97%以上。黄金锤炼成薄如纸张的金箔后，再加折叠、轧压，变为书页状。目前所见的有两种，一种折叠成十页，另一种折叠为四页。重量一般在40克左右，即宋代一两。:26
金叶子上都会戳打铭文。折叠后的四角上常錾刻地名，如“霸头里角”、“铁线巷”等，表示打造该金叶子的金银铺的所在。折叠后的正中位置多錾刻金银铺名或匠人名，如“韩四郎”、“陈二郎”等。有的还錾刻成色（如“十分金”）或金银铺的花押。:26

## 用途
有的金叶子上还隐约有剪刀的图案；有的则沿着折痕剪下了1/4。有的学者认为，这体现了金叶子易于分割的特点。由于整两金子的价值过大，故不适用于日常的小额交易，而金叶子易于分割，也就可以充当小额支付手段，从而更有效地行使黄金的货币职能。
也有学者认为，黄金在当时属于具有货币形态的特殊商品，人们使用黄金往往还是要兑换成铜钱，然后再用于日常交易。金叶子等金银货币出现的原因主要跟钞引制度的产生有关。大宗钞引交易涉及的金额较大，用铜钱支付不易。金叶子等金银货币于是应运而生，其主要职能就是用来兑换大宗钞引。